# Chonū
Chonū (persiska: چنو, چَنو, چَنُّ, چِنو) är en ort i Iran.   Den ligger i provinsen Kurdistan, i den nordvästra delen av landet, 400 km väster om huvudstaden Teheran. Chonū ligger 1 429 meter över havet och antalet invånare är 185.
Terrängen runt Chonū är kuperad.Runt Chonū är det ganska tätbefolkat, med 222 invånare per kvadratkilometer. Närmaste större samhälle är Sanandaj, 14,4 km norr om Chonū. Trakten runt Chonū består i huvudsak av gräsmarker.